# حكامية الجنة (عبس)

تعديل مصدري - تعديل

حكامية الجنة هي إحدى قرى عزلة بني حسن بمديرية عبس التابعة لمحافظة حجة، بلغ تعداد سكانها 74 نسمة حسب تعداد اليمن لعام 2004.